# Esteban Baca Calderón

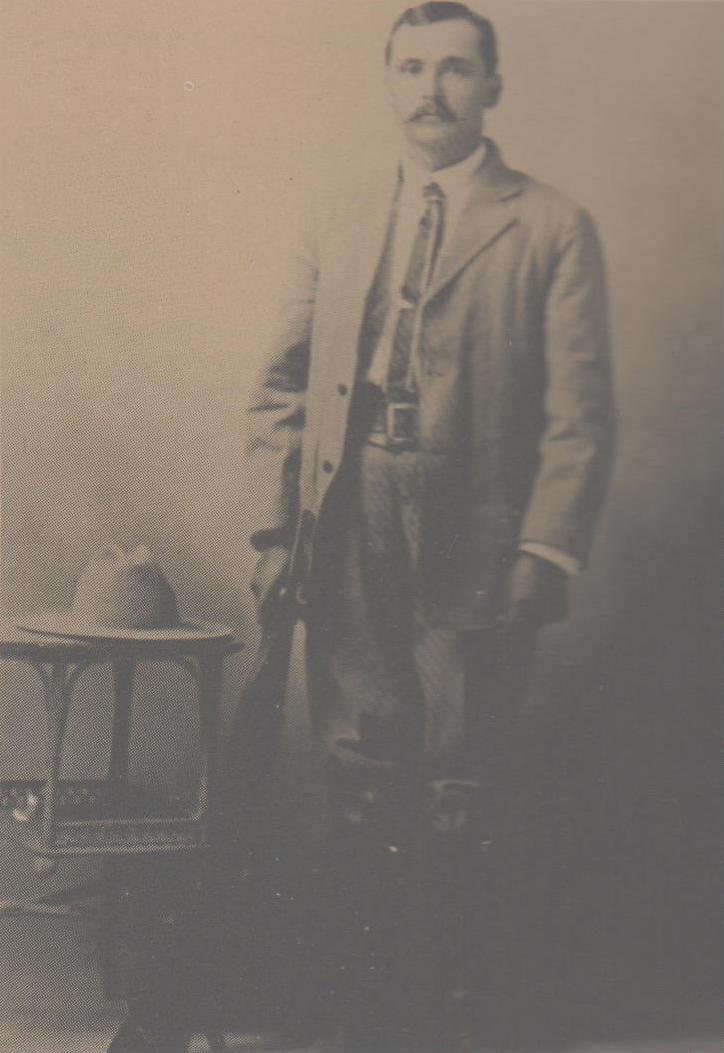
Esteban Baca Calderón

Esteban Baca Calderón (Santa María del Oro, 6 mei 1876 – Mexico-Stad, 29 maart 1957) was een Mexicaans politicus, vakbondsleider en militair.

## Loopbaan
Baca Calderón was afkomstig uit de staat Nayarit en was actief in het verzet tegen de dictator Porfirio Díaz. Hij richtte in 1906 met Manuel M. Diéguez de Humanistische Liberale Unie op die zich inzette voor het verbeteren van de arbeidsomstandigheden, en sloot zich ook aan bij de Mexicaanse Liberale Partij (PLM). In 1906 was hij een van de co-organisatoren van de staking van Cananea, waarna hij door de autoriteiten tot een gevangenisstraf in San Juan de Ulúa werd veroordeeld. In 1911 werd met de Mexicaanse Revolutie Díaz verdwenen, en Baca Calderón en Diéguez werden door de nieuwe regering van Francisco I. Madero vrijgelaten.
Na de omverwerping en moord op Madero door Victoriano Huerta plaatste Baca Calderón zich aan het hoofd van een legertje mijnwerkers in het verzet tegen Huerta, en sloot zich aan bij het Constitutionalistisch Leger onder het bevel van Álvaro Obregón. Na de val van Huerta en de overwinning van de constitutionalisten werd hij voor de staat Jalisco in de grondwetgevende vergadering gekozen. Samen met Pastor Rouaix schreef hij artikel 123 waarin de rechten van de arbeiders werden geregeld. Van 1917 tot 1920 had hij zitting in de Kamer van Senatoren en leidde hij de reclamatiecommissie waarin schadevergoedingen aan degenen die tijdens de revolutie eigendommen verloren hadden zien gegaan geregeld. In 1920 steunde hij het plan van Agua Prieta die Obregón naar het presidentschap lanceerde.
Van 1928 tot 1929 was hij interim-gouverneur van zijn geboortestaat, en in 1952 werd hij opnieuw in de senaat gekozen. Baca Calderón ontving in 1955 de Eremedaille Belisario Domínguez, Mexico's hoogste onderscheinding, en overleed twee jaar later.
- International Standard Name Identifier: 0000 0000 5112 1575
- Library of Congress Control Number: nr91013875
- Nationale Bibliotheek van Israël: 987007328945005171
- Système universitaire de documentation: 226298647
- Virtual International Authority File: 29388527
- WorldCat: E39PBJgd6hF8jyDtCKH6xBwgrq